# Allagoptera
Allagoptera ist eine in Südamerika heimische Palmengattung. Sie wachsen auf trockenen Standorten und sind durch ihre meist kriechende Wuchsweise und ihre ährenförmigen Blütenstände charakterisiert.

## Merkmale
Die Vertreter sind kleine, stammlose oder mäßig große, aufrechte Palmen. Sie sind einzelstämmig oder mehrstämmig, bewehrt oder unbewehrt, stets jedoch mehrmals blühend und einhäusig getrenntgeschlechtig (monözisch). Der Stamm ist aufrecht oder sehr kurz und unterirdisch. Manchmal ist er dichotom verzweigt. Er ist rau und dicht mit ringförmigen Blattnarben besetzt.
Die Chromosomenzahl ist 2n = 32.

### Blätter
Die Blätter sind gefiedert und marzeszent (verbleiben nach dem Absterben an der Pflanze). Die Blattscheide ist kurz bis lang, röhrig und noch jung adaxial aufreißend. Sie wird holzig oder weichfasrig. An der Basis zum Blattstiel ist sie leicht erweitert. Der Blattstiel ist kurz bis lang, schlank bis kräftig, adaxial tief gefurcht, abaxial gerundet, oder im Querschnitt dreieckig. Die Oberfläche des Stiels ist glatt oder mit Schuppen besetzt. Die Fiederblättchen sind einfach gefaltet und sitzen regelmäßig oder in Gruppen. Sie sind lang, schmal, zum Ende hin verschmälert, mit spitzem Ende oder zweilappig und apikal gespaltet. Die Mittelrippe ist auf Ober- und Unterseite erkennbar. Sie ist kahl oder bereift auf beiden Seiten, oder an der Unterseite silbrig.

### Blütenstände
Die Blütenstände stehen einzeln und zwischen den Blättern (interfoliar). Sie sind aufrecht oder hängend sowie unverzweigt. Der Blütenstandsstiel ist kurz bis sehr lang und im Querschnitt kreisförmig. Das Vorblatt ist röhrig, dünn, dorsiventral abgeflacht, seitlich zweikielig, kahl oder beschuppt. Es wird mit der Zeit fasrig und öffnet sich an der Spitze. Es gibt ein Hochblatt am Blütenstandsstiel. Dieses ist lang, an der Basis schlank, sodass es fast gestielt erscheint, weiter oben dann aufgeblasen und am Ende in einen Schnabel auslaufend. Es ist holzig, etwas gefaltet und reißt abaxial auf. Die Blütenstandsachse trägt eng stehend auf der unteren Hälfte Blütentriaden, weiter oben paarige männliche Blüten. Die männlichen Blüten werden früh abgeworfen, es entsteht derart ein langes, freies, spitzes Ende des Blütenstandes. Die Hochblätter, die die Triaden tragen, sind oval, zugespitzt; die Hochblätter der männlichen Blütenpaare haben eine längere Spitze. Die Hochblätter sind seitlich mit der Blütenstandsachse verwachsen und auch mit den Basen der benachbarten Hochblätter. Die Brakteolen der Einzelblüten sind unauffällig.

### Blüten
Die männlichen Blüten sind groß, asymmetrisch, eiförmig oder verkehrteiförmig, und kantig. In den Triaden stehen sie manchmal an langen, flachen Stielen, die sich um die weibliche Blüte krümmen. Die distal stehenden, paarigen Blüten sind ungestielt. Die drei Kelchblätter sind schmal, auf dem unteren Viertel ihrer Länge verwachsen, danach weit abstehend. Sie sind zugespitzt, gekielt, die Ränder sind ganz oder gekerbt. Die drei Kronblätter sind frei, unregelmäßig, kantig, dreieckig, valvat und leicht länger als bis viermal so lang wie der Kelch. Die Spitzen der Kronblätter sind leicht verdickt. Es gibt 6 bis rund 100 Staubblätter. Die Filamente sind ahlenförmig, an der Basis vereint, aufrecht, manchmal biegsam und verschieden gebogen. Die Antheren sind etwas unregelmäßig, kurz bis lange, gebogen, aber nicht gekrümmt, und dorsifix nahe der Basis des ausgeprägten Konnektivs, oder nahe der Mitte. Die Antheren sind latrors oder intrors. Das Stempelrudiment fehlt oder ist schlank, konisch und halb so lang wie die Staubblätter.
Der Pollen ist ellipsoidisch, kann aber auch länglich und/oder birnenförmig sein. Meist ist er leicht bis deutlich asymmetrisch. Die Keimöffnung ist ein distaler Sulcus. Die längste Achse misst 20 bis 50 Mikrometer.
Die weiblichen Blüten sind kugelig, und kleiner oder etwas größer als die männlichen. Die drei Kelchblätter sind frei und breit imbricat, lediglich die Spitzen sind in der Knospe valvat. Die drei Kronblätter sind frei, etwa gleich lang wie die Kelchblätter und breit imbricat, die Spitzen valvat. Die Staminodien sind zu einem niedrigen, flach gelappten Becher verwachsen. Das Gynoeceum ist eiförmig oder verkehrteiförmig, dreifächrig mit drei Samenanlagen. Die Narben sind schmal und zur Blüte zwischen den Kronblattspitzen nach hinten gebogen. Die Samenanlagen setzen seitlich an und sind anatrop.

### Früchte und Samen
Die Frucht ist verkehrt eiförmig, durch die dicht gedrängte Anordnung kantig gedrückt, und von grünlichgelber bis brauner Farbe. Sie ist meist einsamig. Die Narbenreste verbleiben als apikaler Knopf an der Frucht, die Blütenhülle ist vergrößert und ausdauernd. Das Exokarp ist glatt oder mit Schuppen besetzt. Das Mesokarp ist faserig und fleischig. Das Endokarp ist hart und dünn, oder dick und knochig, glatt, mit drei Keimporen nahe der Basis. An seiner Innenseite befinden sich drei breite, glänzende Linien.
Der Samen ist verkehrt eiförmig oder länglich und setzt basal an. Der Nabel (Hilum) ist klein, die Raphe ist weit mit großen, gekrümmten und kleinen anastomosierenden Ästen. Das Endosperm ist hart, eine zentrale Höhle kann vorhanden sein oder fehlen. Es ist homogen oder flach gefurcht (ruminat).

## Verbreitung und Standorte
Allagoptera kommt im Nordosten von Argentinien (Provinzen Misiones und San Pedro), bis zu den östlich-zentralen und nordwestlichen Gebieten von Bolivien vor: Departamentos von La Paz, Beni und Santa Cruz. In Brasilien kommt die Gattung in den Küstengebieten des Ostens und Südwestens vor: Bahia, Distrito Federal, Espírito Santo, Goiás, Süd- und Zentral-Mato Grosso, Minas Gerais, Paraná, Rio de Janeiro und São Paulo. In Paraguay kommt sie im zentralen und nordöstlichen Bereich vor: Amambay, Canindeyú, Concepción und Cordillera. Das Areal reicht dabei etwa vom 11. bis zum 39. südlichen Breitengrad.
Dransfield und Kollegen geben allerdings nur Brasilien und Paraguay als Verbreitungsgebiet an.
Die Vertreter wachsen in Tieflandregionen von Meeresniveau bis etwa 1200 m Seehöhe. Sie besiedeln Savannen, Hänge und Hügelkuppen. Sie wachsen auch an den Rändern von Inseln immergrünen Waldes und in xerophytischen Wäldern. Charakteristische Böden sind sandig oder felsig, stets gut drainiert.
Die Hauptvorkommen liegen in zwei Vegetationstypen: in der Savanne (campos cerrados) und in Küstendünen. Die Cerrado-Region ist dabei durch das extrem trockene Klima der Caatinga beeinflusst, das im Süd-Zentral-Brasilien humider wird. Der westliche Teil des Cerrado umfasst die Trockenwälder des Gran Chaco. Allagoptera arenaria bildet in den Küstendünen im Osten Brasiliens dichte Populationen, diese Gebiete sind lokal als restingas bekannt.

## Ökologie

### Keimung und Wachstum
Die Keimung von Allagoptera erfolgt „remote tubular“: die junge Pflanze ist mit dem Samen über einen langen, röhrigen Keimblatt-Blattstiel verbunden, eine Ligula fehlt. Das Eophyll ist ungeteilt oder kurz bifid.
Nach der Keimung nimmt der Sämling eine plagiotrope Wuchsform an, nach einer gewissen, kurzen oder langen Wachstumsphase wächst die Palme dann aufrecht. Allagoptera brevicalyx besitzt als Jungpflanze stark kontraktile Wurzeln.
Später wächst der Stamm knapp unter der Bodenoberfläche und bildet mehrere oberirdische Sprosse aus. Alle Seitenknospen bilden Blütenstände, mit Ausnahme der untersten. Die Architektur von Allagoptera setzt sich aus orthotropen (senkrechten) und plagiotropen (waagrechten) Sprossachsen zusammen. Die Achsen verzweigen sich dichotom. Ansonsten bilden sie keine vegetativen Seitenachsen.

### Phänologie
Die Blütenstände sind proterandrisch. In den Populationen kommen zeitgleich blühende und fruchtende Individuen vor. Die Blühzeitpunkte unterscheiden sich leicht zwischen den Arten. Auch innerhalb der Arten ist der Blühzeitpunkt von der geographischen Verbreitung, vom Mikroklima und von Bodenfaktoren abhängig.
Bei Allagoptera arenaria kommen Blüh- und Fruchtphase gleichzeitig und das ganze Jahr hindurch vor, im Nordosten Brasiliens konzentrieren sich beide Phasen auf die Monate Dezember und Januar. Ähnliches gilt für die übrigen Arten, wobei sich die reproduktiven Phasen in den Hauptregenzeiten oder in Zeiten von kleineren Niederschlägen während der Trockenmonate konzentrieren.

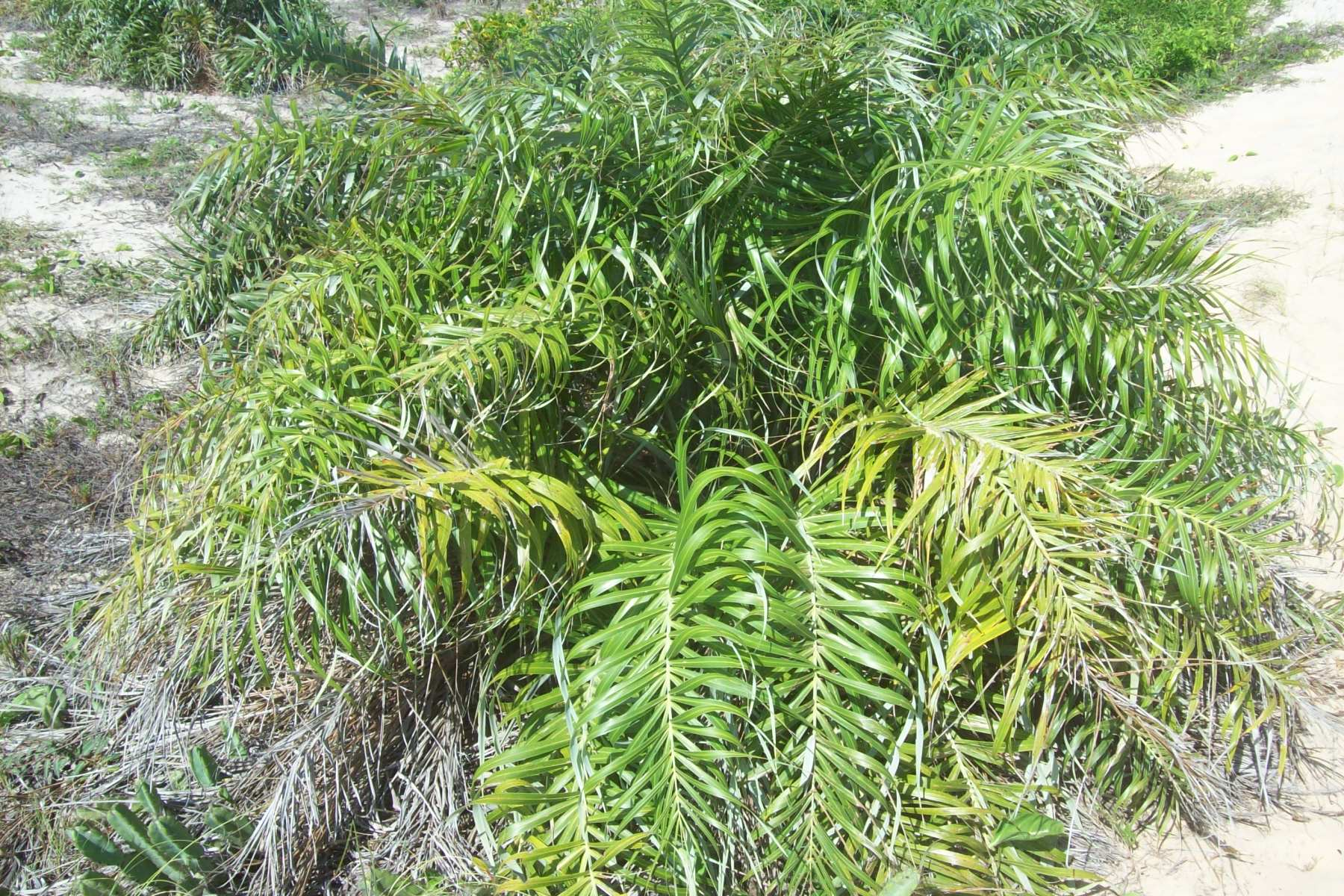
Habitus von Allagoptera sp.

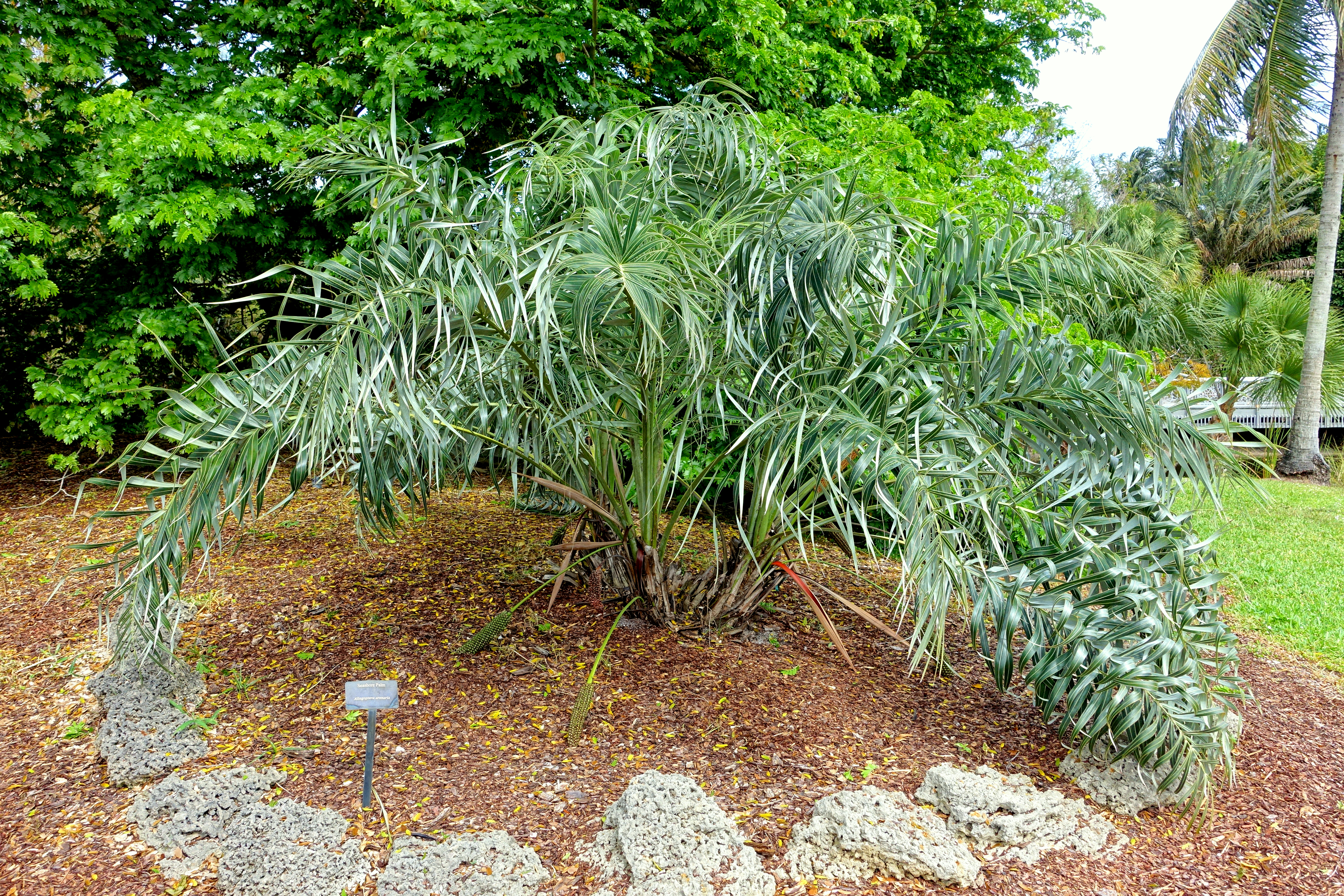
Allagotera arenaria

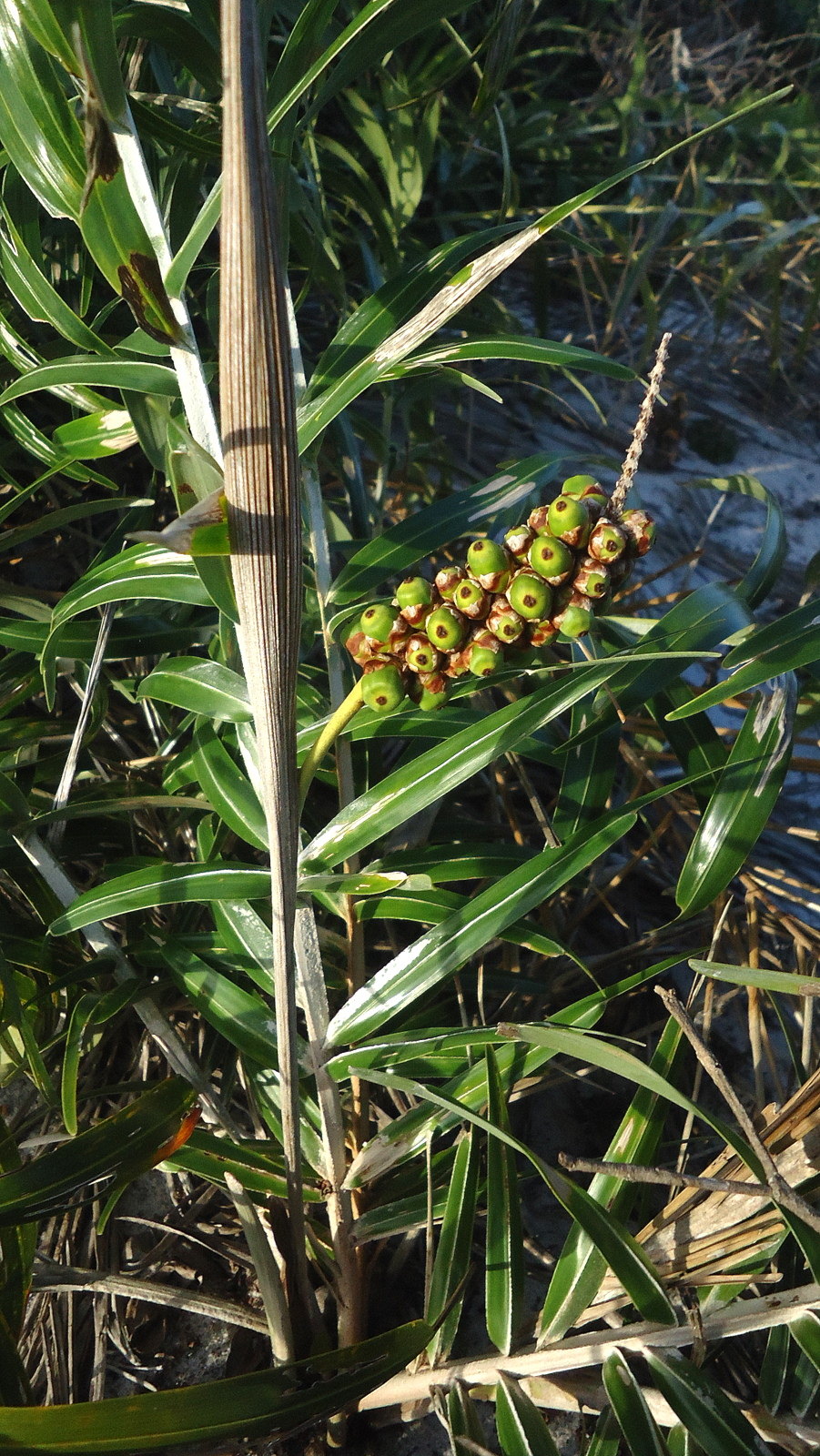
Allagotera brevicalyx

### Bestäubung und Ausbreitung
Die Bestäubungsmechanismen bei Allagoptera sind wenig bekannt. Die gelblichen Blütenstände sind typisch für Bestäubung durch Bienen, Käfer und Fliegen. Der stammlose Habitus im Unterwuchs ist typisch für Bestäubung durch Fliegen. In Blüten von Allagoptera leucocalyx wurden Bienen und Ameisen beobachtet, sowie Käfer der Gattung Andranthobius (Curculionidae). Allagoptera arenaria weist Merkmale der Wind- wie der Insektenbestäubung auf, hier sind Insekten der Ordnungen Käfer, Hautflügler und Schmetterlinge beteiligt. A. arenaria kann sich zwar selbst bestäuben (ist selbstkompatibel), wird in der Natur aber normalerweise fremdbestäubt.
Die Ausbreitung der Früchte erfolgt durch indirekte Zoochorie: Bei Allagoptera brevicaulyx vergraben Käfer Früchte und Samen, um ihre Eier darin abzulegen. Bei Allagoptera arenaria tun dies Käfer der Art Ateuchus squalidus (Scarabaeidae). Eine weitere diskutierte Ausbreitungsvariante ist die Ausbreitung durch nachtaktive Säugetiere, vor allem Nagetiere und Beuteltiere der Restinga-Vegetation (etwa Proechimys ihering, Akodon sp., Metachirus nudicaudatus, Philander opossum und Didelphis aurita).

## Systematik
Die Gattung Allagoptera Nees wird innerhalb der Palmengewächse in die Unterfamilie Arecoideae, Tribus Cocoseae und Subtribus Attaleinae gestellt.  Die Gattung ist monophyletisch. Die genauen Verwandtschaftsbeziehungen zu den anderen Vertretern der Subtribus sind nicht geklärt: eine Arbeit sieht Allagoptera als Schwestersippe einer Gruppe aus Attalea, Lytocaryum und Syagrus, eine andere als Schwester zu Cocos und Attalea, beides jedoch mit geringer statistischer Absicherung.
In der World Checklist of Selected Plant Families der Royal Botanic Gardens, Kew, werden folgende Arten anerkannt:
- Allagoptera arenaria (Gomes) Kuntze (Syn.: Allagoptera pumila Nees): Die Heimat ist Brasilien vom Bundesstaat Sergipe bis zum östlichen Paraná.[3]
- Allagoptera brevicalyx M.Moraes: Die Heimat ist Brasilien vom Bundesstaat Sergipe bis zum nordöstlichen Bahia.[3]
- Allagoptera campestris (Mart.) Kuntze: Die Heimat ist Brasilien, Paraguay und die Provinz Misiones in Argentinien.[3]
- Allagoptera caudescens (Mart.) Kuntze: Die Heimat ist das östliche Brasilien.[3]
- Allagoptera leucocalyx (Drude) Kuntze: Die Heimat ist Brasilien, Bolivien, Paraguay und die Provinz Misiones in Argentinien.[3]
- Allagoptera robusta R.C.Martins & Filg.: Die 2015 erstbeschriebene Art kommt in Brasilien vor.[3]

Allagoptera wurde 1821 von Nees von Esenbeck in Maximilian zu Wied-Neuwied: Reise nach Brasilien in den Jahren 1815 bis 1817 Band 2, Seite 335 erstbeschrieben. Typus ist Allagoptera pumila Nees (= Allagoptera arenaria (Gomes) Kuntze).
Die Zuordnung von Allagoptera caudescens zu Allagoptera wird etwa in Genera Palmarum (2008), der Flora Brasiliens (2010) und bei R. Govaerts akzeptiert.
Fossil ist die Gattung nicht bekannt.

## Nutzung
Die Früchte von Allagoptera campestris sind essbar. Das Endosperm der Früchte wird zum einen zur Fiebersenkung eingesetzt, zum anderen zum Färben von Stoffen. Die Wurzel von Allagoptera arenaria ist rötlichbraun, essbar und hat einen süßen Geschmack. Aus den Blättern dieser Art werden Fasern für Seile hergestellt, die Blätter werden zu Körben verarbeitet. Aus dem Mesokarp der Früchte werden Getränke hergestellt. Auch die Früchte von Arenaria leucocalyx, genauer Mesokarp und Samen, sind essbar.
Die beiden Arten Allagoptera arenaria und Allagoptera leucocalyx werden häufig als Zierpflanzen gesetzt.